# Ringe (Dänemark)
Ringe ist eine Stadt auf der dänischen Insel Fünen. Sie gehört seit der Kommunalreform 2007 zur Kommune Faaborg-Midtfyn. Davor war Ringe Hauptort der Ringe Kommune. Der Ort liegt knapp 22 Kilometer nördlich von Svendborg und etwa 20 Kilometer südlich von Odense.
In der kleinen Stadt wurde von 1976 bis 2003 das Midtfyns Festival veranstaltet. In seinen Glanzzeiten in den 1980er Jahren zählte das Festival zu den größten Festivals Nordeuropas.

## Söhne der Stadt
- Johannes Gandil (1873–1956), Fußballspieler
- Valdemar Bøggild (1883–1943), Turner
- Niels Erik Nielsen (1893–1974), Turner
- Erik Eriksen (1902–1972), Ministerpräsident
- Palle Lykke (1936–2013), Radsportler
- Egon Madsen (* 1942), Balletttänzer und Ballettmeister
- Niclas Kirkeløkke (* 1994), Handballspieler

## Bilder

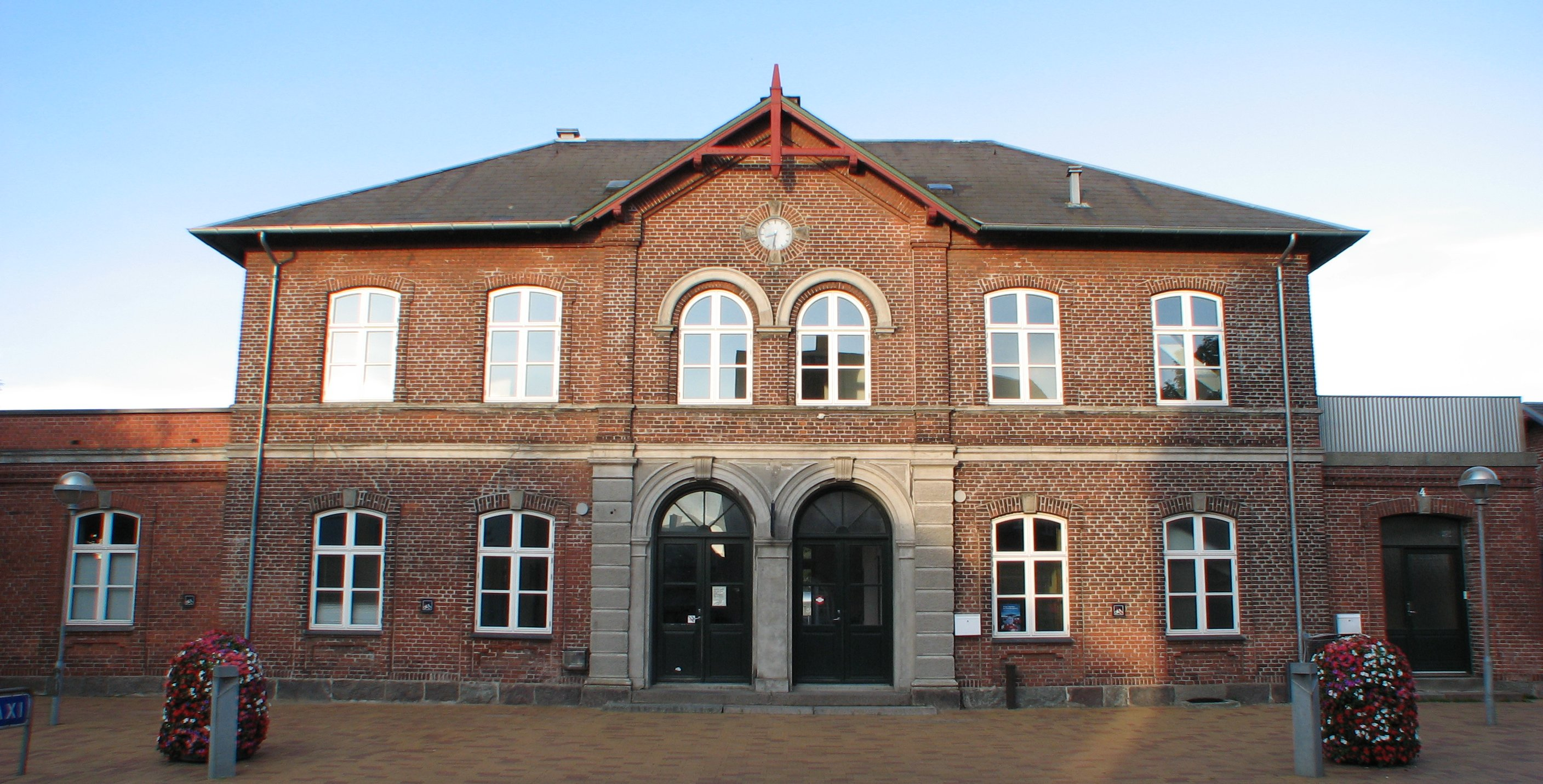
Bahnhof Ringe
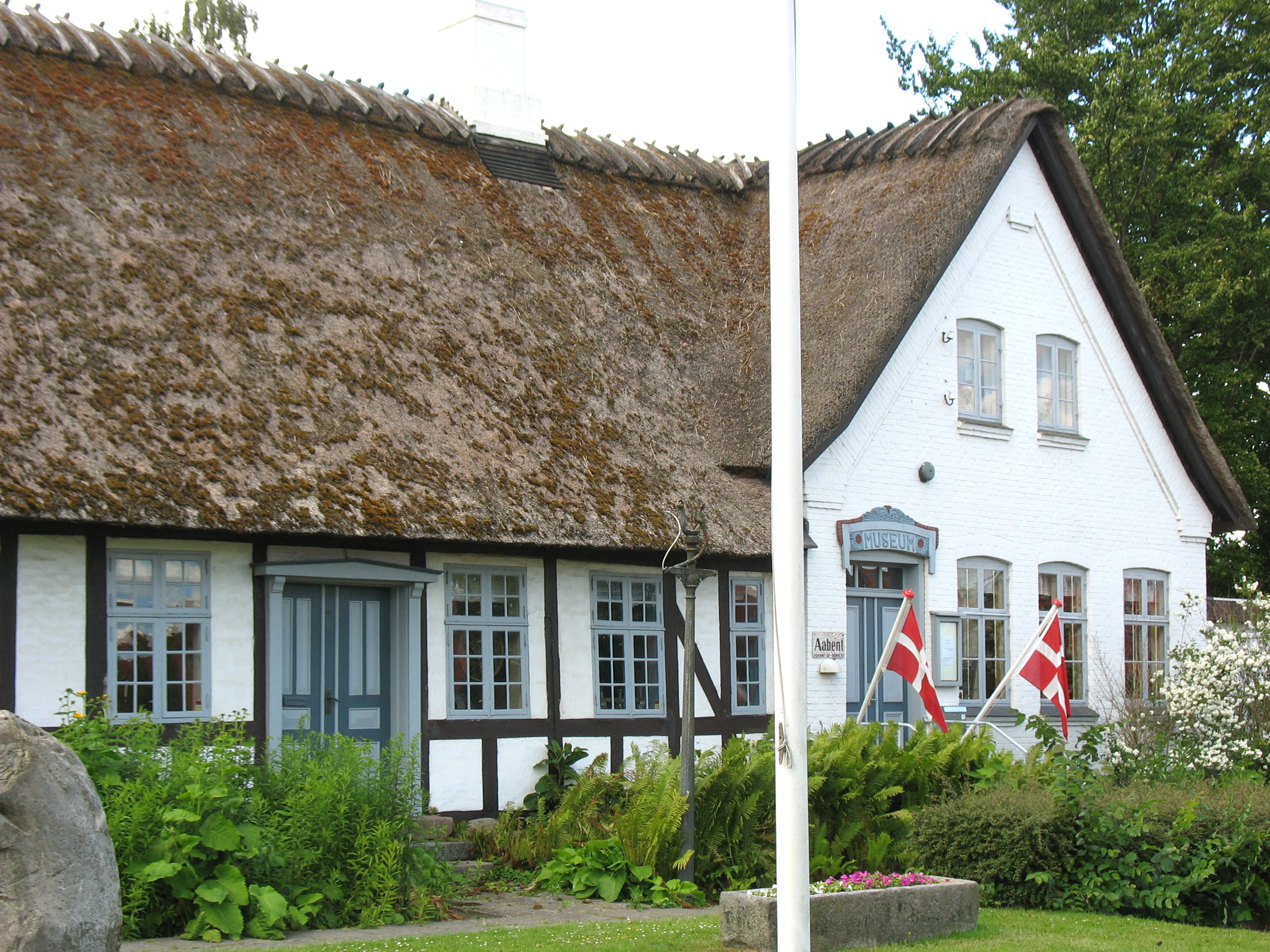
Ringe Museum